# Rita Mulier
Margareta (Rita) Maria Andrea barones Mulier (Kortrijk, 20 juni 1934) is Belgische feministe. Ze was medeoprichter en voorzitter van het Vrouwen Overleg Komitee en de eerste emancipatieambtenaar in de Vlaamse Gemeenschap.

## Biografie
Rita Mulier studeerde rechten en economie aan de Katholieke Universiteit Leuven, waar ze in 1957 doctoreerde in de rechten. Vervolgens deed ze stage aan de balie te Leuven en werkte ze voor het Centrum voor Vergelijkend Privaatrecht van de KU Leuven. Ze was politiek geëngageerd bij CVP-Jongeren, maar ging later als onafhankelijke verder.
In 1972 was ze medeoprichtster van het Vrouwen Overleg Komitee (VOK), waarvan ze van 1973 tot 1981 de eerste voorzitter was. Ze was medeorganisator van de nationale vrouwendagen, schreef politieke commentaren en nam deel aan debatten. Ze was tevens op initiatief van Rika Steyaert actief bij de Kristelijke Arbeiders Vrouwengilde (KAV), waar ze ochtendseminaries voor jonge vrouwen begeleidde. Ook was ze in 1980 mede-initiatiefnemer van Omschakelen, een vormingsproject dat vrouwen de weg wees naar de arbeidsmarkt.
In 1990 gaf Mulier de eerste cursussen loopbaanplanning aan vrouwelijke federale ambtenaren. Van 1991 tot 1996 was ze de eerste emancipatieambtenaar aangeduid door de Vlaamse regering.
In 1999 schreef ze het boek Dwars en loyaal waarin ze schreef over haar veertig jaar engagement.
Mulier was gehuwd met Raymond Jolie (1928-1986) en is moeder van zes kinderen.

## Eerbetoon
In 1981 was Mulier laureate van de eerste Marie Popelinprijs van de Vrouwenraad.
Ze werd in 2002 in de persoonlijke adel met de titel van barones opgenomen.
- Digitale Bibliotheek voor de Nederlandse Letteren: muli011
- International Standard Name Identifier: 0000 0003 9334 068X
- Nederlandse Thesaurus van Auteursnamen: 131915207
- Virtual International Authority File: 287597186